# Центральная Экваториальная провинция
Центра́льная Экваториа́льная прови́нция (англ. Central Equatoria, Central Equatoria State, араб. وسط الاستوائية‎) — одна из 12 провинций Южного Судана. Административный центр — город Джуба также является столицей Южного Судана. Прежнее название — Бахр-эль-Джебель (араб. بحر الجبل‎, Baḩr al Jabal) — по названию притока Белого Нила, который течёт через регион. Переименована на первом Временном Законодательном Собрании 1 апреля 2005 года. 2 октября 2015 года штат был разделён на штаты Джубек, штат реки Ей и Терекека. Был восстановлен мирным соглашением, подписанным 22 февраля 2020 года.

## Административное деление

- Джуба (округ)[англ.]
- Ей (округ)[англ.]
- Каджо-Каджи[англ.]
- Лайнья[англ.]
- Моробо[англ.]
- Теракека[англ.]